# Nadmanganian amonu
Nadmanganian amonu, nazwa Stocka: manganian(VII) amonu, NH
4MnO
4 – nieorganiczny związek chemiczny z grupy nadmanganianów, sól amonowa kwasu nadmanganowego. Rozpuszczalny w zimnej wodzie, w wodzie gorącej ulega rozkładowi. Ogrzany do temperatury 60 °C rozkłada się wybuchowo. Produktami rozkładu termicznego są tlenki manganu, woda, tlen i amoniak. Nadmanganian amonu wykorzystywany jest przy wybielaniu i barwieniu w przemyśle tekstylnym i skórzanym.